# Parti du regroupement africain – Rénovation
Le Parti du regroupement africain-Rénovation (PRA-R) est un ancien parti politique sénégalais.

## Histoire
Il se crée en 1964 à la suite d'une scission au sein du Parti du regroupement africain-Sénégal (PRA-Sénégal).
Le PRA-Rénovation fait le choix de fusionner plus rapidement avec l'Union progressiste sénégalaise (UPS).